# Drakkar Entertainment
Drakkar Entertainment GmbH o también llamada Drakkar Records es una compañía discográfica alemana con su sede en Witten. Es una empresa que comenzó con Bertelsmann Music Group, y tiene una baja relación con las empresas francesas del estilo black metal el sello "Drakkar Productions".

## Historia
Originalmente Kopec Music Publishing y Drakkar Entertainment se formaron en
1986 por Bogdan Kopec.Solamente manejaba la publicidad pero en 1986 
cuando Kopec cambia el nombre por "Drakkar Promotion" también amplio sus servicios para incluir la administración y comercialización. La compañía alemana firma más tarde con bandas metaleras tales como Coroner, Running Wild y Sodom.
En 1992 se une a Bertelsmann Music Group para convertirse en "Drakkar Promoción Musikverlag GmbH", al mismo tiempo se forma otra empresa "GUN Records GmbH". Esta segunda empresa llegó a ser tan exitosa como Kopec el cual, al sentirse excedido, decide vender sus acciones a BMG. Es entonces cuando se clausuran los departamentos de mercadeo, registro y comercialización de Drakkar Promotion y funda "Drakkar Records". Su compañía original se convirtió en "Drakkar Entertainment GmbH".
Drakkar Entertainment tiene ahora cuatro divisiones:
- Drakkar Classic, un sello que lleva el estilo de rock y metal acompañado con orquestas.
- Drakkar Records, su sello del metal.
- e-Wave Records, su sello electrónico.
- Edition Drakkar, su compañía industrial.

## Bandas
- De/Vision
- Diablo
- Eternal Tears of Sorrow (unida desde 2006)
- Gothminister
- Haggard
- Karelia
- Killer Barbies
- Letzte Instanz
- Lordi
- Los
- Loudness
- Lumsk
- Nightwish (unida desde 2004)
- Omega Lithium
- Rebellion
- Twisted Sister
- Xandria
- Zeraphine